# Breathe Carolina
Breathe Carolina es un dúo de música electrónica estadounidense de Denver (Colorado), compuesto actualmente por David Schmitt y Tommy Cooperman. La banda se formó en 2007 y ha lanzado cuatro álbumes y nueve EP.

## Historia

### Inicios y Gossip EP (2007)
Kyle Even (21 de septiembre de 1985) tocó en una banda en la escuela secundaria llamada HijoDePez. David Schmitt (25 de marzo de 1988) tocaba en una banda llamada As the Flood Water Rose (más tarde llamada The Autobiography). Las bandas se separaron para ir a la universidad y ahí se juntaron Kyle y David formando Breathe Carolina. Breathe Carolina se inició en 2007 en Denver, Colorado (nativos Kyle Even y David Schmitt), grabando canciones con GarageBand. Empezaron como una banda de MySpace, donde consiguieron más de 10 000 de reproducciones en 2008 y la acumulación de más de 30 millones de jugadas durante el 2009. El nombre de Breathe Carolina vino de un sueño que Schmitt tenía en noveno grado de calmar a una mujer llamada Carolina. Poco después, Kyle dejó su trabajo como fotógrafo para hacer una gira con la banda a tiempo completo. Su primer EP, Gossip, fue lanzado como una exclusiva de iTunes el 26 de noviembre de 2007. Fue lanzado independientemente y desde entonces ha sido eliminado.

### It's Classy, Not Classic (2008)
Breathe Carolina grabó su primer álbum It's Classy, Not Classic junto con GarageBand, y bajo la firma discográfica Rise Records antes de su lanzamiento. El álbum presenta algunas canciones nuevas que no aparecieron en Gossip EP, como The Introduction, No Vacancy, Show Me Yours, Classified, That's Classy, y You Wish. Don't Forget: Lock The Door fue la única canción que no sale en el LP. El álbum fue lanzado el 16 de septiembre de 2008, y fue seguido por una gira para promocionar el álbum. Breathe Carolina tituló su gira con Every Avenue, Brokencyde, y The Morning Of, mientras que en el The Delicious Tour anunció que se iba a hacer un vídeo musical de Diamonds. La banda ha declarado que no haría ningún vídeo más para cualquier canción de este álbum.

### Hello Fascination (2009 - 2010)
Pocos meses después del lanzamiento de Punk Goes Pop 2, poco después de terminar el 2009 Take Action Tour, Breathe Carolina anunció que habían dejado Rise Records, firman con Fearless Records y estaría en el estudio de grabación de su próximo álbum Hello Fascination producido por Mike Green. El 29 de junio de 2009, la primera canción de Hello Fascination fue puesto en libertad: Welcome To Savannah, que era una canción que aparece en el Fearless Records Summer Sampler 2009. Las nuevas canciones se tocaron también en Vans Warped Tour 2009. Estas canciones incluyen I.D.G.A.F. y Hello Fascination. El 27 de julio de 2009, la segunda canción Hello Fascination fue lanzada. Hello Fascination fue lanzado el 18 de agosto de 2009. Hacia el final de octubre de 2009, Hello Fascination fue lanzado en Japón. La edición japonesa del álbum contiene una pista adicional titulado Have You Ever Danced?. Esta canción contiene a David Strauchman (Every Avenue), Jeffree Star, y Austin Carlile (Of Mice & Men/ex Attack Attack!). Breathe Carolina dio a conocer un vídeo musical de Hello Fascination el 3 de febrero de 2010. El vídeo musical es dirigido por Spence Nicholson. El 8 de junio de 2010, Breathe Carolina anunció que una edición de lujo de Hello Fascination sería puesto en libertad el 6 de julio. El 23 de junio, se puso en marcha una línea de ropa llamada "Blush". En julio, "I.D.G.A.F." fue anunciado como próximo sencillo de la banda, el cual se ha anunciado contará con vídeo oficial. Breathe Carolina tocó en el Vans Warped Tour 2010. A mediados de año grabaron la versión "Down" de Jay Sean, para el álbum compilatorio Punk Goes Pop 3, lanzado el 2 de noviembre de 2010.

### 2011
En 2011 lanzaron su vídeo del sencillo "Down" a cargo de la disquera FearlessRecords; tuvieron presentaciones en los X Games 2011. También trabajaron en su tercer álbum que fue lanzado en el verano de este año.

### Savages y salida de Kyle Even
Savages es su cuarto álbum de estudio, afirmando volver a sus viejas raíces en su lanzamiento. El 25 de marzo de 2013, se anunció que el título del nuevo álbum es Savages. El 6 de julio de 2013, el dúo lanzó su primer mixtape Bangers para su descarga gratuita a través de Sol República. Después de su lanzamiento la banda gira por Norteamérica con bandas We the Kings y The Ready Set.
David Schmitt hizo un anuncio a través de Alternative Press el 15 de octubre de 2013 sobre la salida de Kyle Even (fundador), debido a sus nuevas responsabilidades como padre.
El 26 de noviembre de 2013 lanzan su nuevo sencillo "Savages" que se desprenderá de su nuevo álbum bajo el mismo nombre.
En febrero del 2014 lanzan "Sellouts" con Danny Worsnop, vocalista de Asking Alexandria.
Formaron parte del Vans Warped Tour 2014.
A partir de 2015, el grupo se convirtió en dúo de música electrónica, hizo colaboraciones con Bassjackers, APEK, etc.

## Miembros

### Miembros actuales
- David Schmitt

- Tommy Coops

### Exmiembros
- Kyle Even - voz, teclado, sintetizador, programación, keytar, voz gutural (2007-2013)

- Luis Bonet (teclado, programación) (2008-2015)

### Miembros en vivo
- Eric Armenta - batería, percusión

### Exmiembros en vivo
- Joey Wilson - guitarras
- Clay Cornelius - guitarras, teclados, sintetizador
- Joshua Andrew - guitarras, keytar, coros
- Luis Bonet - bajo, teclados, sintetizador

## Discografía

### Álbumes de estudio
- 2008 - It's Classy, Not Classic
- 2009 - Hello Fascination
- 2011 - Hell Is What You Make It
- 2014 - Savages
- 2019 - DEADTHEALBUM

### EP
- 2007 - "Gossip"
- 2011 - "Blackout: The Remixes"
- 2013 - "Bangers: Mixtape"
- 2016 - "Sleepless"
- 2016 - "Oh So Hard"
- 2016 - "ECHO (LET GO) (The Remixes)"
- 2017 - "Coma"
- 2018 - "Oh So Hard Part. 2"
- 2024 - "RAINDROPS - The EP"

### Sencillos
- 2009: "Diamonds" (It's Classy, Not Classic) [Rise Records]
- 2009: "Welcome to Savannah" (Hello Fascination) [Fearless Records]
- 2010: "Hello Fascination" (Hello Fascination) [Fearless Records]
- 2010: "I.D.G.A.F." (Hello Fascination) [Fearless Records]
- 2010: "Down" (versión de Jay Sean)
- 2011: "Blackout" (Hell Is What You Make It) Hot 100: #32[2] [Fearless Records / Columbia / Sony Music]
- 2012: "Hit and Run" (Hell Is What You Make It) [Fearless Records / Columbia / Sony Music]
- 2013: "Savages" (Savages) [Fearless Records]
- 2014: "Sellouts" (feat. Danny Worsnop) (Savages) [Fearless Records]
- 2014: "Chasing Hearts" (feat. Tyler Carter) (Savages) [Fearless Records]
- 2014: "Collide" (Savages) [Fearless Records]
- 2014: "Bang It Out" (feat. Karmin) (Savages) [Fearless Records]
- 2014: "I Don't Know What I'm Doing" (Savages) [Fearless Records]
- 2014: "Shadows" (Savages) [Fearless Records]
- 2015: "All I Wanna" (junto a Disco Fries) [Liftoff Recordings]
- 2015: "Anywhere But Home" (junto a APEK) [Armada Zouk]
- 2015: "Hero (Satellite)" (junto a Y&V) [OXYGEN Recordings]
- 2015: "Platinum Hearts" (feat. KARRA) [Armada Trice]
- 2015: "More Than Ever" (junto a Ryos) (Sleepless) [Spinnin' Records]
- 2015: "Stars & Moon" (junto a Shanahan feat. Haliene) [Enhanced Recordings]
- 2016: "RUINS" (feat. Angelika Vee) [DOORN Recordings]
- 2016: "Lovin'" (junto a APEK feat. Neon Hitch) [Armada Zouk]
- 2016: "Soldier" (junto a Blasterjaxx) [Maxximize Records]
- 2016: "Marco Polo" (junto a Bassjackers y Reez) [Spinnin' Records]
- 2016: "Giants" (junto a Husman feat. Carah Faye) [Armada Captivating]
- 2016: "See the Sky" (junto a Jay Cosmic feat. Haliene) (Sleepless) [Spinnin' Premium]
- 2016: "Stable" (junto a Crossnaders) (Sleepless) [Spinnin' Records]
- 2016: "Sleepless EP" [Spinnin' Records]
  - "Nights" (junto a Inukshuk) [Spinnin' Records]
  - "Stable" (junto a Crossnaders) [Spinnin' Records]
  - "See the Sky" (junto a Jay Cosmic feat. Haliene) [Spinnin' Premium]
  - "Vanish" (junto a Crossnaders feat. KARRA) [Spinnin' Records]
  - "Stay" (feat. Sophie and the Bom Boms) [Spinnin' Records]
  - "Getaway Car" (junto a Reez feat. Ray Little) [Spinnin' Records]
  - "More Than Ever (Club Mix)" (junto a Ryos) [Spinnin' Records]
  - "Sleepless" (junto a Riggi & Piros) [Spinnin' Records]
- 2016: "ECHO (LET GO)" (junto a IZII) [Spinnin' Records]
- 2016: "Oh So Hard EP" [Spinnin' Premium]
  - "Talisman" (junto a Olly James) [Spinnin' Premium]
  - "Atlantis" (junto a Dropgun) [Spinnin' Premium]
  - "Break Of Dawn" (junto a Swede Dreams) [Spinnin' Premium]
  - "Get Down" [Spinnin' Premium]
- 2017: "Can't Take It" (junto a Bassjackers feat. CADE) [Spinnin' Records]
- 2017: "Up All Night" (junto a Streex) [Spinnin' Records]
- 2017: "Rhythm Is A Dancer" (junto a Dropgun feat. Kaleena Zanders) [Spinnin' Records]
- 2017: "Coma EP" [Spinnin' Records]
  - "For U" [Spinnin' Records]
  - "This Again" [Spinnin' Records]
  - "Glue" [Spinnin' Records]
  - "Heart Of The City" [Spinnin' Records]
  - "Coma" [Spinnin' Records]
- 2017: "Hotel" (junto a Flatdisk) [Spinnin' Records / SOURCE]
- 2017: "The Fever" (junto a Bassjackers y APEK) [Spinnin' Records]
- 2018: "Hotel" (Club Mix) (junto a Flatdisk) [Spinnin' Records / SOURCE]
- 2018: "DYSYLM" (junto a Sunstars) [Musical Freedom]
- 2018: "Oh So Hard, Pt. 2 EP" [Spinnin' Premium]
  - "F*ck It Up" (junto a TYNAN feat. Crichy Crich) [Spinnin' Premium]
  - "Ravers" (junto a KEVU) [Spinnin' Premium]
  - "Blastoff" (junto a Wasback) [Spinnin' Premium]
  - "Like That" (junto a ANG) [Spinnin' Premium]
- 2018: "Long Live House Music" (junto a Delayers) [Spinnin' Records]
- 2018: "Sweet Dreams" (junto a Dropgun feat. Kaleena Zanders) [Spinnin' Records]
- 2018: "Feel it" (junto a Sunstars) [Musical Freedom]
- 2018: "Do It Right" (junto a Lucas & Steve & Sunstars) [Spinnin' Records]
- 2018: "My Love" (junto a Robert Falcon) [Spinnin' Records]
- 2018: "Headshot" (junto a SLVR feat. TITUS) [Musical Freedom]
- 2019: "Stronger" (junto a Raven & Kreyn) [Spinnin' Records]
- 2019: "All I Need" (junto a Jordan Jay) [Spinnin' Records]
- 2019: "Get Away" (junto a Asketa & Natan Chaim feat. Rama Duke) [Spinnin' Records]
- 2019: "Too Good" (DEADTHEALBUM) [Spinnin' Records / Warner Music]
- 2019: "Like This" (DEADTHEALBUM) [Spinnin' Records / Warner Music]
- 2019: "Drive" (DEADTHEALBUM) [Spinnin' Records / Warner Music]
- 2020: "That's My Music" [Musical Freedom]
- 2020: "Higher" (junto a Jordan Jay) [Spinnin' Records]
- 2020: "IF U" (junto a Robert Falcon y Conor Maynard) [Spinnin' Records]
- 2020: "Promises" (junto a Dropgun feat. REIGNS) [Spinnin' Records]
- 2021: "23" [Spinnin' Records]
- 2021: "Vibes" (junto a Raven & Kreyn) [Spinnin' Records]
- 2021: "Crossfire" (feat. SMBDY) [Spinnin' Records]
- 2021: "Get Back" (junto a SMACK feat. TITUS) [Spinnin' Records]
- 2021: "I Do It To Myself" [Spinnin' Records]
- 2022: "Ridiculous" [Spinnin' Records]
- 2022: "Something" (junto a Martin Garrix) [STMPD RCRDS / Tomorrowland Music]
- 2022: "The Ride" [Spinnin' Records]
- 2022: "Nobody Loves You" (con farfetch'd) [Spinnin' Records]
- 2023: "Dancing In The Dark" (con ManyFew) [Spinnin' Records]
- 2023: "WIFI" [Spinnin' Records]
- 2023: "Sick" [Spinnin' Records]
- 2023: "Dimensions" [Spinnin' Records]
- 2023: "Novocaine" (junto a Ryos y SGNLS) [STMPD RCRDS]
- 2024: "Finally" (con Abi Flynn) [Spinnin' Records]
- 2024: "DRAG ME DOWN" (RAINDROPS - The EP) [Ultra Records / Universal Music]
- 2024: "ALONE TONIGHT" (RAINDROPS - The EP) [Ultra Records / Universal Music]
- 2024: "RAINDROPS - The EP" [Ultra Records / Universal Music]
  - "DRAG ME DOWN" [Ultra Records / Universal Music]
  - "ALONE TONIGHT" [Ultra Records / Universal Music]
  - "COLLISION" [Ultra Records / Universal Music]
  - "HALLWAYS" [Ultra Records / Universal Music]
  - "CLOCKS" [Ultra Records / Universal Music]
  - "PARADISE" [Ultra Records / Universal Music]
- 2024: "Dumb" (con Nikki Vianna) [Spinnin' Records]
- 2024: "Long Night" (con STVW) [Rave Culture]
- 2024: "New Sound" [SINPHONY / Spinnin' Records]
- 2024: "Dance All Night" [STMPD RCRDS]
- 2024: "Scream" (junto a Wasback y Ale Mora feat. Babz Wayne) [We Next]
- 2024: "SOMEBODY" [HEXAGON]
- 2024: "Lightspeed" (junto a Sunstars) [HEXAGON]
- 2025: "Miracle" (junto a GIACOBBI) [Future House Music]

### Remixes
- 2014: Celldweller – End of an Empire (Breathe Carolina Remix)
- 2014: Sofi De La Torre – Vermillion (Breathe Carolina Remix)
- 2015: Dyro & Bassjackers – X (Charity Strike & Breathe Carolina Edition)
- 2015: ARCHIS – Blood (APEK & Breathe Carolina Remix)
- 2015: BRKLYN feat. Lenachka – Steal Your Heart (Breathe Carolina Remix)
- 2016: Cuebrick & APEK feat. Linney – Safe (Breathe Carolina Extended Edit) (Enhanced Music)
- 2016: DVBBS & Shaun Frank feat. Delaney Jane – LA LA LAND (Breathe Carolina Remix) (Kanary Records)
- 2016: Breathe Carolina & Husman feat. Carah Faye - Giants (Festival Mix) (Armada Captivating)
- 2016: Steve Aoki & Boehm feat. Walk The Moon - Back 2 U (Breathe Carolina Remix) (Dim Mak Records)
- 2016: Nicky Romero - The Moment (Novell) (Breathe Carolina Remix) (Protocol Recordings)
- 2016: Quintino x Cheat Codes - Can't Fight It (Breathe Carolina Remix) (Spinnin Remixes)
- 2017: Sam Feldt X Lush & Simon feat. INNA - Fade Away (Breathe Carolina Remix) (Spinnin' Records)
- 2018: Marshmello feat. Bastille - Happier (Breathe Carolina Remix)
- 2018: Showtek feat. We Are Loud! & Sonny Wilson - Booyah! (Breathe Carolina Remix) (Spinnin' Records)
- 2019: Sam Feldt feat. JRM - Just To Feel Alive (Breathe Carolina Remix) (Spinnin' Records)
- 2019: Cash Cash feat. Nasri - Call You (Breathe Carolina Remix)
- 2019: Nikki Vianna & Matoma - When You Leave (Breathe Carolina Remix)
- 2019: Why Don't We & Macklemore - I Don't Belong in This Club (Breathe Carolina Remix)
- 2019: Smash Mouth - All Star (Breathe Carolina Remix)

### Sencillos (Unreleased o ID'S)
- Breathe Carolina vs Neeko & Remo - Horus